# Alois Hudec
Alois Hudec (né le 12 juillet 1908 à Račice et mort le 23 janvier 1997 à Prague) est un gymnaste tchécoslovaque qui a participé aux Jeux olympiques de 1936 à Berlin où il a été médaillé d'or aux anneaux.

## Palmarès

### Jeux olympiques
- Berlin 1936
  -  médaille d'or aux anneaux

### Championnats du monde
- Budapest 1934
  -  médaille d'or aux anneaux
- Prague 1938
  -  médaille d'or aux anneaux
  -  médaille d'argent au sol
  -  médaille d'argent aux barres parallèles
  -  médaille d'argent à la barre fixe